# Haematobia irritans
Espèce
Haematobia irritans (appelé Horn fly aux États-Unis) est une espèce d'insectes diptères nuisibles, une mouche de la famille des Muscidae.